# Ratusz w Sławnie

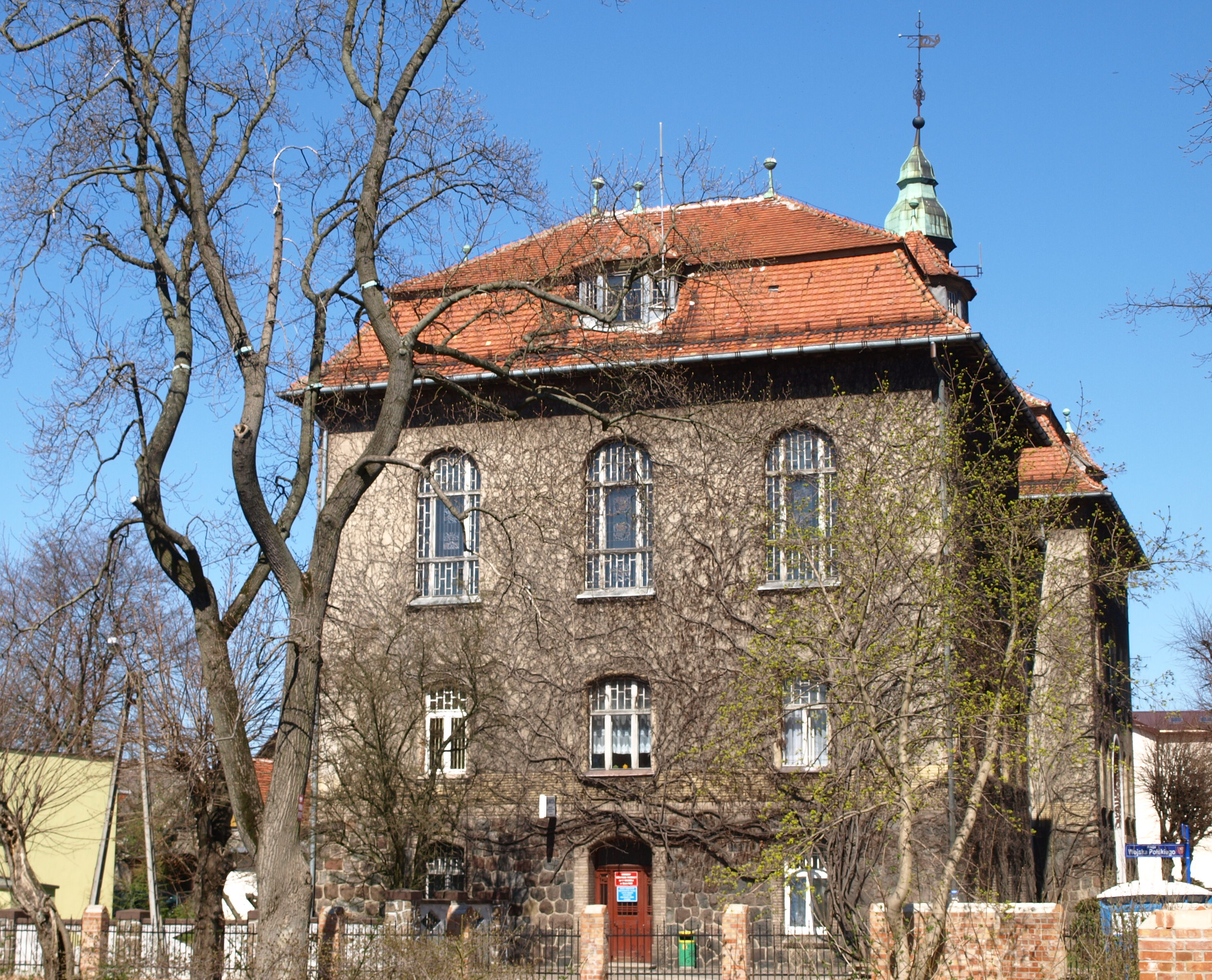
Ratusz Miejski w Sławnie - widok od strony Bramy Słupskiej

Budynek dawnego starostwa powiatowego (niem. Kreishaus) – zbudowany w latach 1905-1907 według projektu architekta Eduarda Kocha ze Słupska. Reprezentacyjny gmach w stylu neobarokowym jest jednym z najbardziej okazałych budynków w Sławnie. Wewnątrz budynku można znaleźć zachowane oryginalne kafle ścienne i podłogowe, balustrady, drzwi i okna. W sali herbowej mieszczą się witraże przedstawiające herby miast dawnego powiatu sławieńskiego oraz junkierskich rodów współfinansujących budowę obiektu. Do 1945 roku obiekt pełnił funkcję urzędu powiatowego (starostwa). Po wejściu wojsk radzieckich do miasta, stacjonowała w nim komendantura radziecka. Po zakończeniu działań wojennych w budynku nadal urzędowały władze powiatowe, później - miejskie i gminne. Obecnie mieszczą się w nim Urząd Miejski i Urząd Gminy. Władze powołanego na nowo ustawą z 1998 roku powiatu, znalazły siedzibę w budynku byłego internatu Zespołu Szkół Agrotechnicznych przy ulicy Sempołowskiej 2A. 14 maja 2009 roku sławieński ratusz gościł prezydenta RP Lecha Kaczyńskiego. Wizyta związana była z nadaniem odznaczeń dla członków Polskiej Organizacji Wojskowej, działającej w powiecie sławieńskim w połowie lat 40. XX w.

## Historia
Wniosek o wzniesienie nowej siedziby władz powiatowych przedstawiła 26 marca 1904 roku komisja powiatowa. Rada powiatowa przyjęła propozycję jednogłośnie na posiedzeniu w dniu 23 września 1904 roku. Nad planem powstania nowej siedziby władz powiatowych czuwali członkowie komisji powiatowej oraz hrabia von Kleist z Tychowa, baron von Senden z Nacławia, burmistrz Sławna - August Stoebbe, agent Johann Plath z Darłowa, przedstawiciel urzędu z Gorzycy – Verwiebe i przedstawiciel urzędu z Warszkowa – Drawehn. Rada powiatu zatwierdziła 3 marca 1905 roku koncepcję budowy nowej siedziby starostwa po przeciwnej stronie budynku starej poczty, przed Bramą Słupską. Poprzednia siedziba starostwa mieściła się w budynku przy ulicy Stolper Vorstadt 12 (Słupskie Przedmieście), obecnie ulica Gdańska 12, obiekt ten władze powiatowe nabyły w 1874 roku. U progu XX wieku budynek nie spełniał już wymogów wciąż rozwijającego się powiatu. Uzgodniono, że miasto wykupi od właścicieli terenu parcelę wielkości 3.700 m². 16 czerwca 1905 roku dokonano uroczystego wmurowania kamienia węgielnego. W południowo - wschodniej kolumnie nowego budynku wmurowano akt o następującej treści: „Ku pamięci tej podniosłej godziny wmurowano ten dokument z niżej wymienionymi przedmiotami i naszymi dobrymi życzeniami. Niech rośnie ten dom i niech będzie chlubą naszego powiatu. Niech będzie chroniony przed ogniem i innymi nieszczęściami. Niech w jego pomieszczeniach zawsze panuje duch zgody i pokoju. Praca urzędników niech zawsze będzie pomocna i zawsze niech służy rozwojowi powiatu sławieńskiego i naszej ojczyźnie. Z bogiem - Komitet Powiatowy”. Podczas wmurowania aktu erekcyjnego ówczesny starosta Heinrich von Below - Seehof, wypowiedział następujące słowa z Pierwszego Listu św. Piotra: „Wszystkich szanujcie, braci miłujcie. Boga się bójcie, czcijcie króla”. (2, 17). Do aktu dołączono dokumenty: podsumowanie finansowe za rok 1905, „Gazetę Sławieńską” (Schlawer Zeitung) z dnia 16 czerwca 1905 roku, gazetkę urzędową powiatu sławieńskiego (Schlawer Kreisblatt) z dnia 13 czerwca 1905 roku, listę członków komisji powiatowej oraz listę urzędników i radnych. Już w listopadzie 1905 roku budowa obiektu była na tyle zaawansowana, że można było urządzić święto wiechy, a 8 stycznia 1906 roku w nowej sali obrad odbyło się pierwsze, uroczyste posiedzenie, w którym uczestniczyło 130 osób, m.in.: nadprezydent prowincji Pomorze (niem. Provinz Pommern) ze Szczecina - baron Helmuth Freiherr von Maltzahn i prezydent rejencji koszalińskiej - hrabia von Schwerin. Koszt budowy urzędu wyniósł 362.942,71 marek.

## Opis
Obiekt usytuowany jest na planie litery L. Cokół gmachu wzniesiono z głazów z naturalnego kamienia w odcieniu szarości, różu i błękitu, natomiast ściany zewnętrzne z cegły ceramicznej, którą następnie otynkowano, dodając bogatą sztukaterię. Obiekt nakryto dachem mansardowym, z trójbocznymi wystawkami, nakrytymi daszkami wielospadowymi ze szczytami zakończonymi metalowymi sterczynami. Korpus główny zwieńczony został ośmioboczną wieżą, z galeryjką. Wieża przykryta jest dachem cebulastym, a powyżej znajduje się sterczyna z ażurowymi zdobieniami. Obiekt w całości jest podpiwniczony, a wysokie piwnice wykorzystywane są jako pomieszczenia urzędowe. Budynek, jako jeden z nielicznych w Sławnie, przetrwał okres II wojny światowej i posiada oryginalny wystrój wnętrz; drzwi i okucia, kafle naścienne i podłogowe, balustrady klatek schodowych. W sali obrad, w oknach wypełnionych liliowym szkłem witrażowym, w centralnych polach usytuowano wielobarwne plakiety herbowe miast: Sławno, Darłowo, Polanów i Sianów oraz pomorskich rodów junkierskich. Witraże powstały w czasie budowy obiektu, w latach 1905 - 1907. Z tego okresu pochodzi także boazeria drewniana zamocowana na wewnętrznych ścianach sali obrad, w której zachowały się ozdobne, metalowe wykończenia otworów wentylacyjnych. Wrażenie robią trzy pary drzwi dwuskrzydłowych, zwieńczone supraportą z trójkątnymi naczółkami, z krawędziami w postaci profilowanych, szerokich gzymsów. Budynek kryje wiele innych elementów, które świadczą o jego ciekawej historii. Przykładem są zachowane, oryginalne urządzenia techniczne znajdujące się na strychu budynku. Trzy kołowrotki, z drewnianymi szpulami, na które nawinięte są metalowe sznury podtrzymujące żyrandole w sali konferencyjnej, funkcjonują od przeszło stu lat i są w dobrym stanie technicznym. Za pomocą kołowrotków można opuszczać i wciągać żyrandole ważące kilkadziesiąt kilogramów. W gabinecie burmistrza miasta zawieszony jest sześcioramienny żyrandol w stylu art déco, zwieńczony rzeźbą przedstawiającą sowę (klosze lampy są współczesne), a stojący, stylowy zegar, od lat wybijający godziny pracy urzędu pochodzi z lat 20. XX w. W jednym z pomieszczeń budynku swoje miejsce znalazł nieużywany od lat, walcowy powielacz Arlac z lat 20. XX wieku firmy Carla Fr.Brauera ze Szczecina, z tabliczką znamionową: model 14, nr 6003. Jeden z tego typu urządzeń znajduje się w Muzeum Powstania Warszawskiego w Warszawie. Szyby w oknach sławieńskiego ratusza mogą również zaskoczyć. Na jednej z nich znajduje się napis w języku rosyjskim, wyryty przyrządem o ostrym, twardym końcu: „ Здесь были радисты Сальманович В. М. из г. Ленинград a и Скбoруев В.С. из г. Москвы 08.03.45 г”. Można przypuszczać, że w pomieszczeniu tym, znajdującym się na najwyższej kondygnacji budynku, w marcu 1945 roku umieszczona została radiostacja wojskowa. Od 2003 roku w budynku działa, pod patronatem burmistrza miasta Sławna i Związku Polskich Artystów Plastyków okręgu Koszalin i Słupsk, galeria „W Ratuszu” wystawiająca prace graficzne, w szczególności exlibrisy. Sławieński ratusz znajduje się w rejestrze Wojewódzkiego Konserwatora Zabytków.

## Galeria

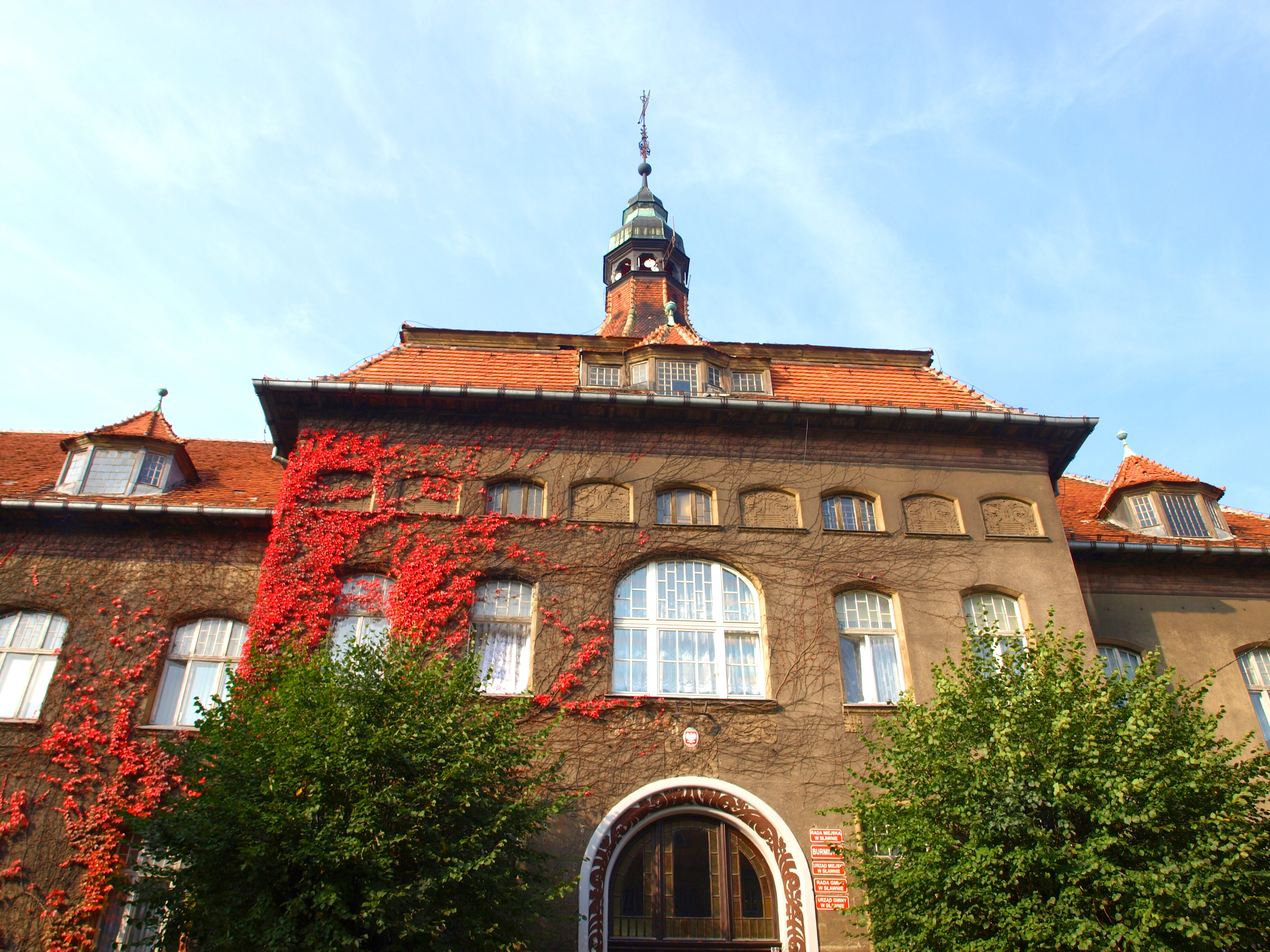
Ratusz Miejski w Sławnie
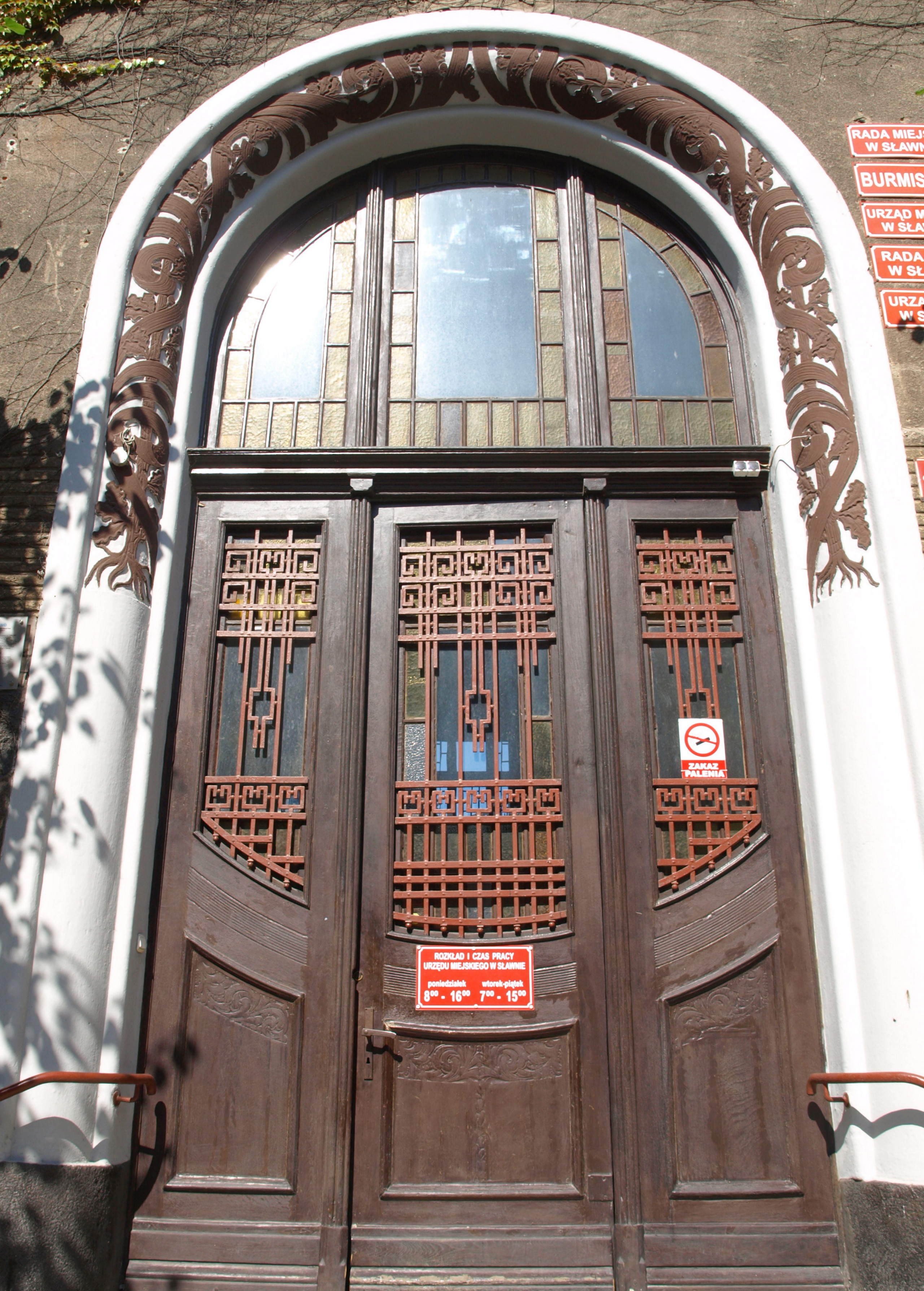
Portal drzwi wejściowych
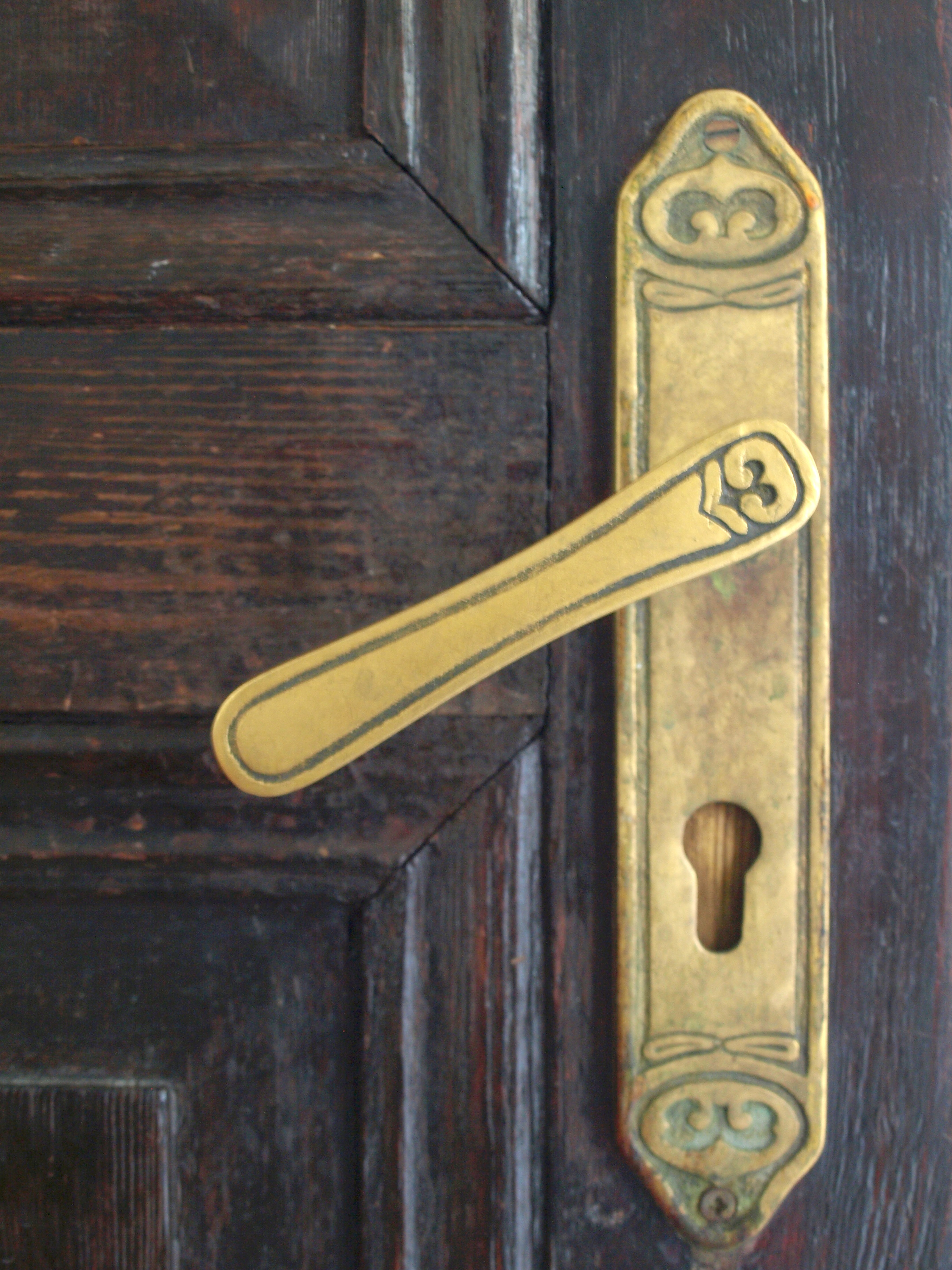
Okucia drzwi
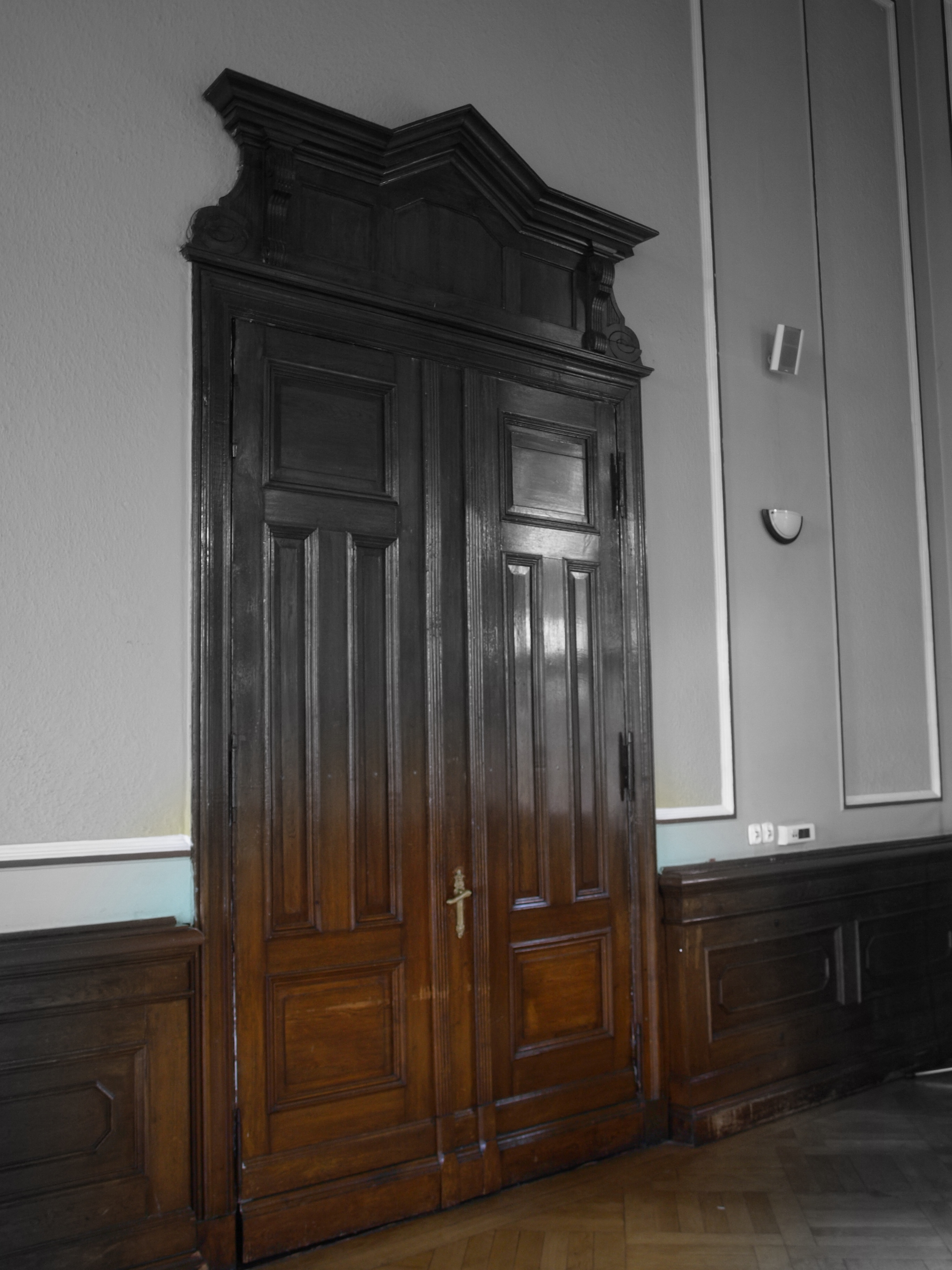
Drzwi w sali konferencyjnej
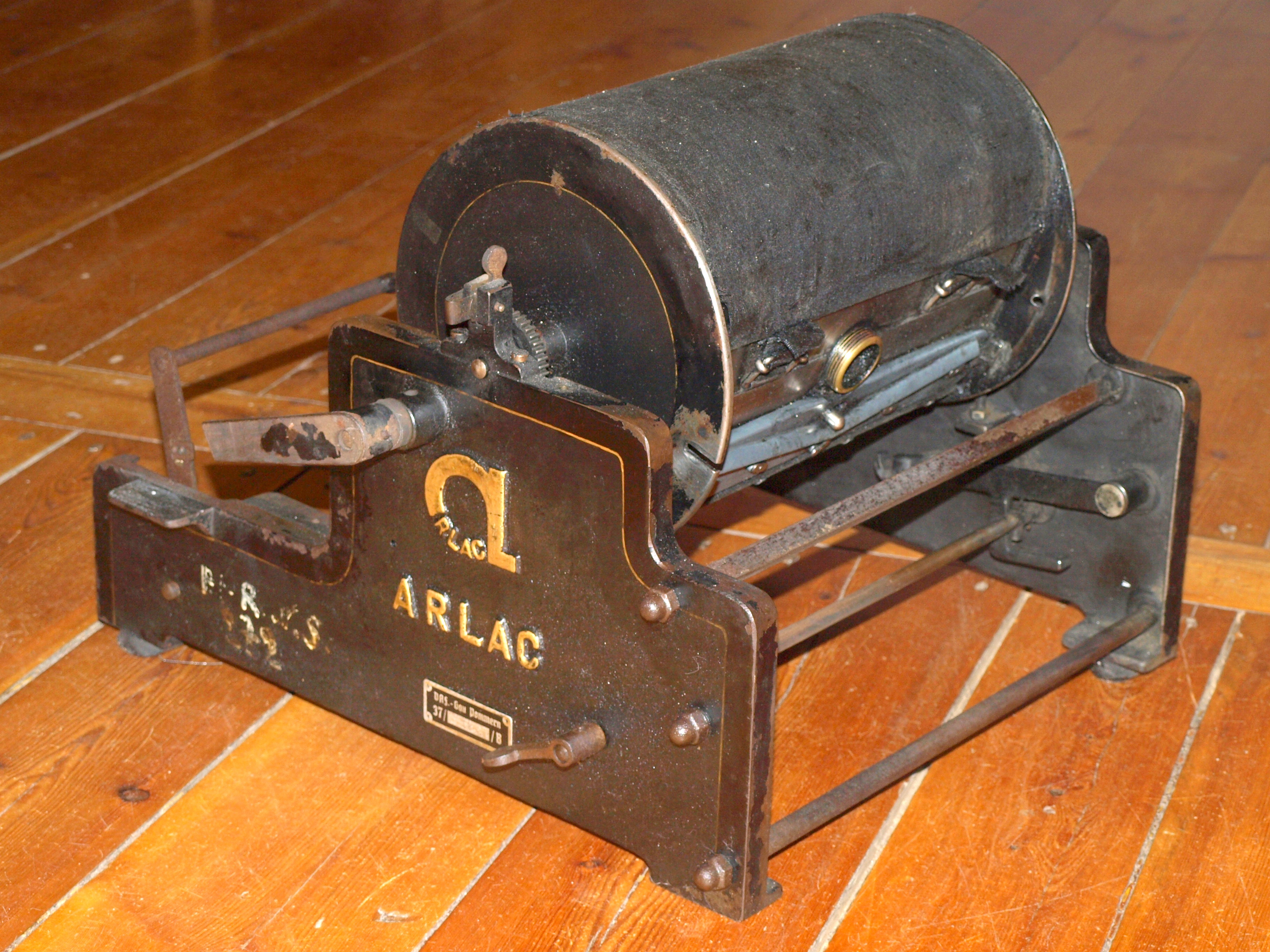
Powielacz typu Arlac
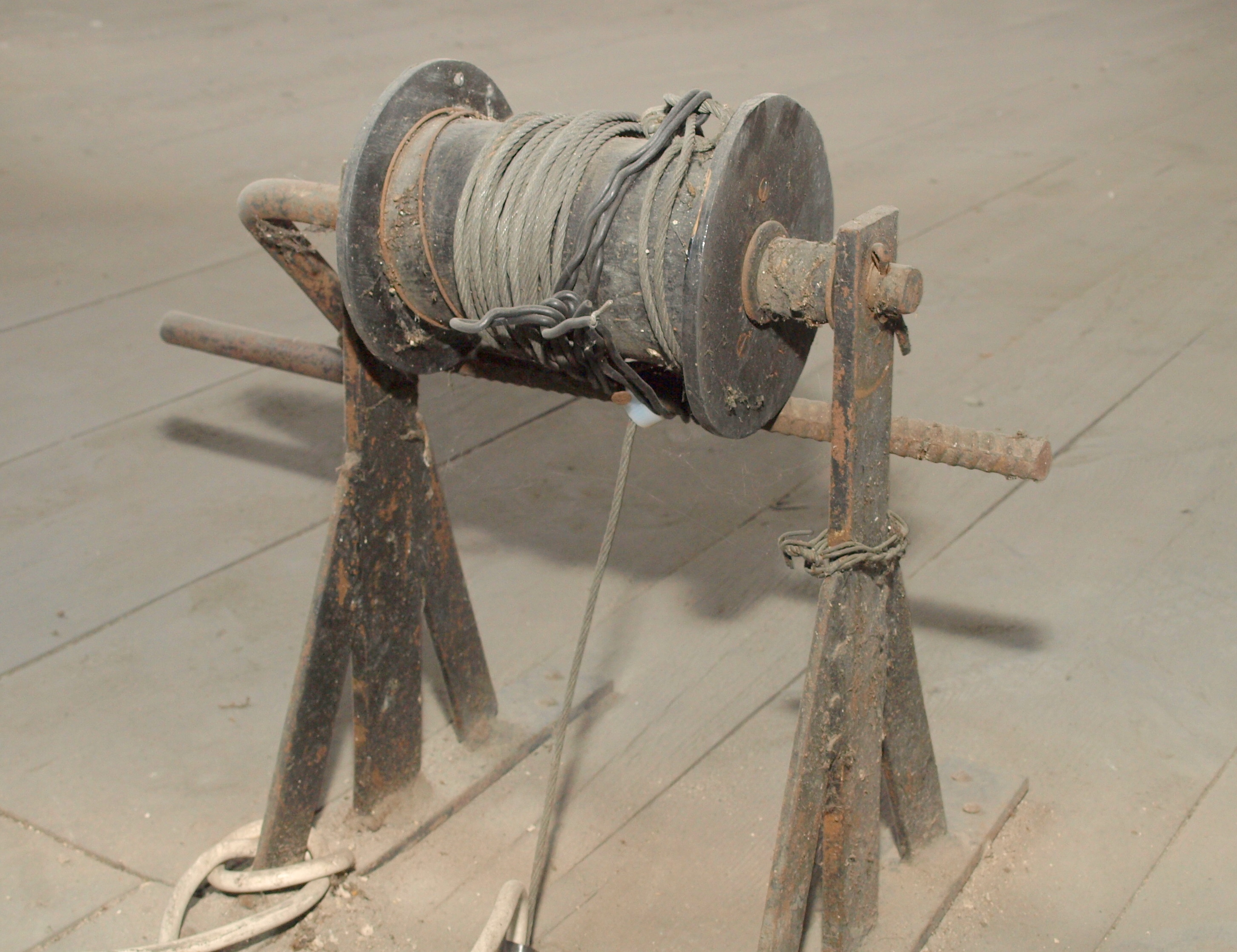
Drewniany kołowrotek
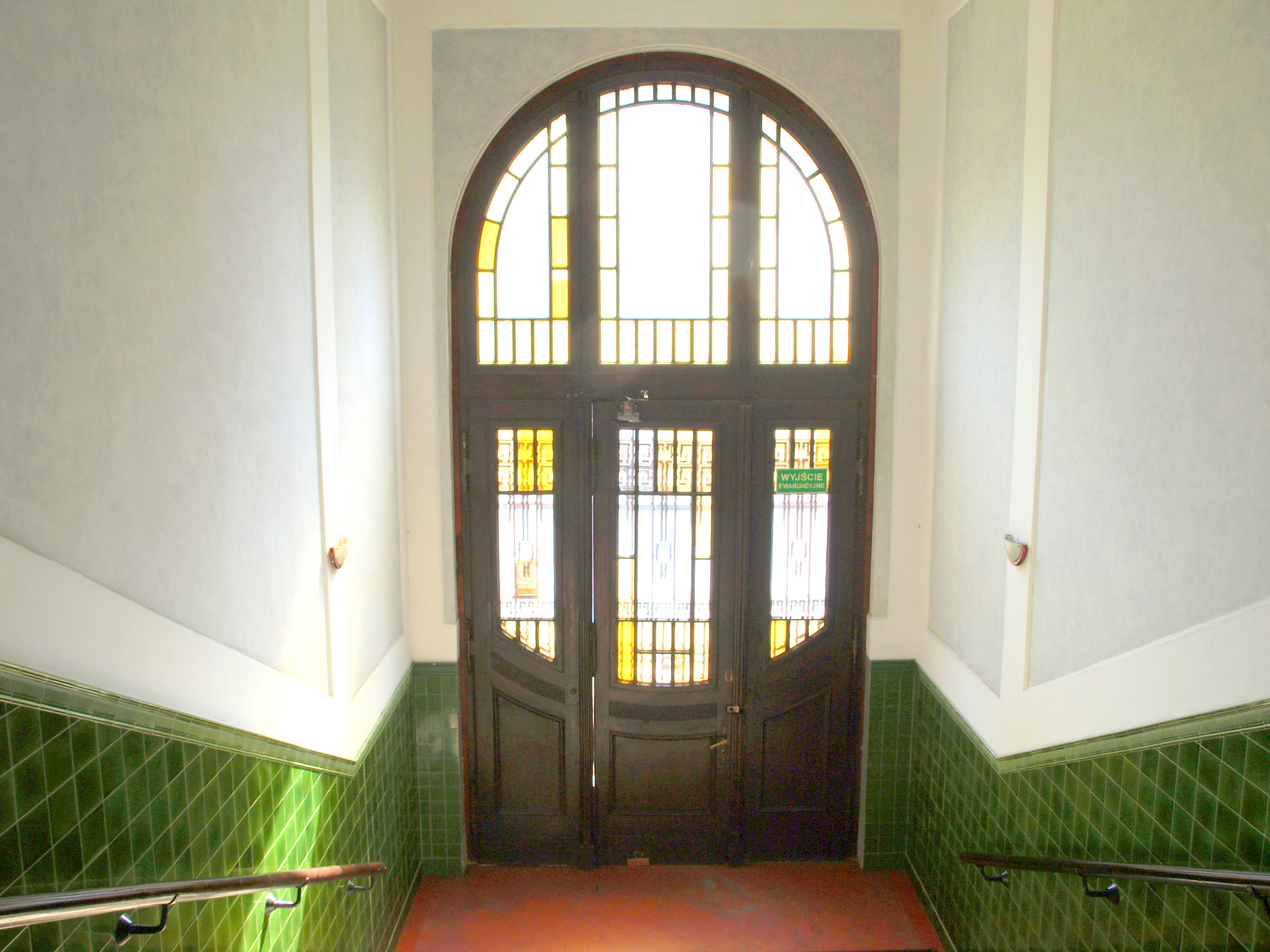
Wejście główne
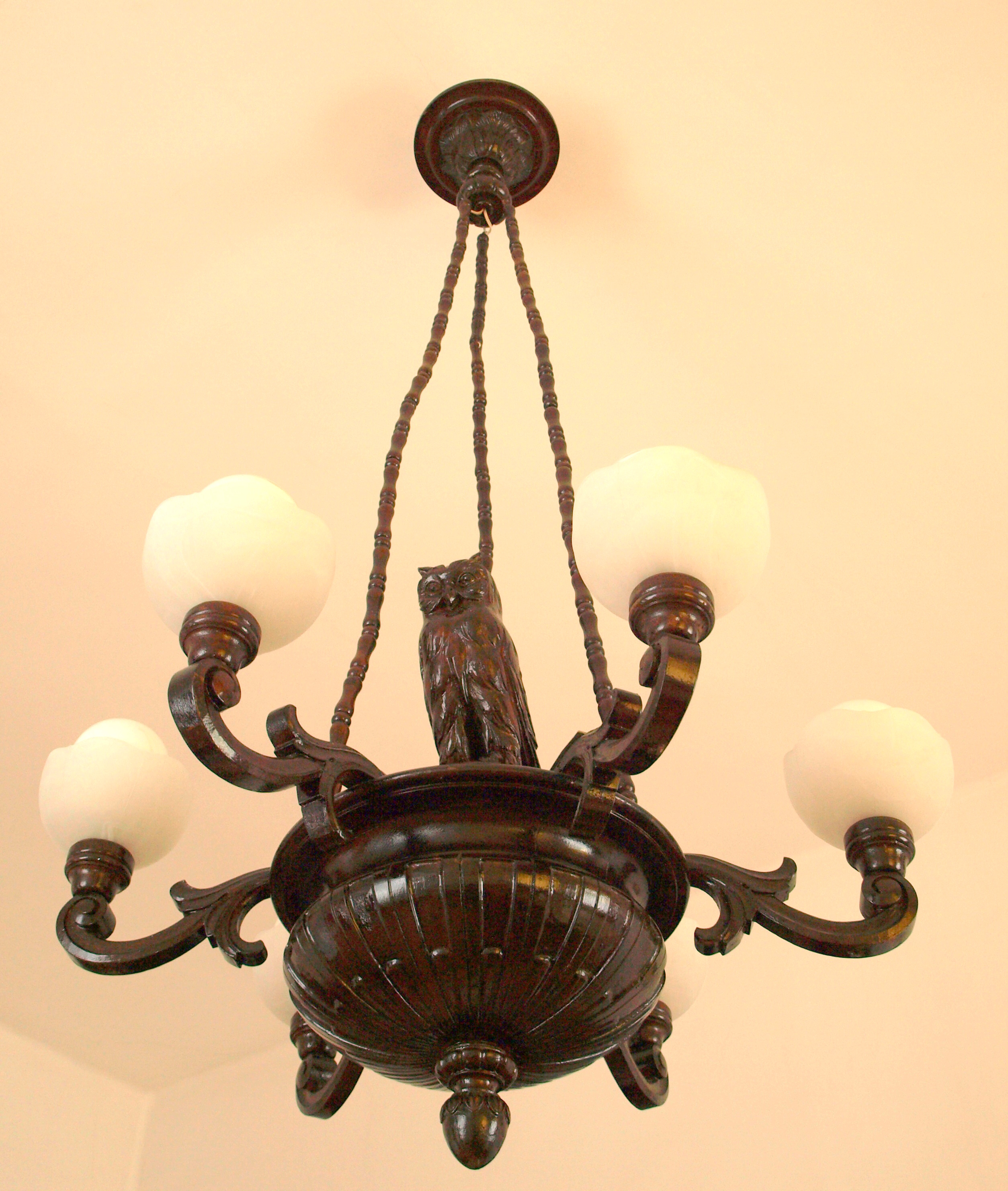
Żyrandol w stylu art déco